# Bitbock
Bitbock (Spondylis buprestoides) är en skalbagge i familjen långhorningar. Den är 10 till 24 millimeter lång. Jämfört med andra långhorningar har den mycket stora och kraftfulla käkar. Bitbockens larver lever på tall. 